# Ferdinand Widal
Ferdinand Isidor Widal (ur. 9 marca 1862, zm. 14 stycznia 1929) – francuski lekarz internista i patolog. W 1896 roku zastosował zmodyfikowaną szczepionkę przeciw durowi brzusznemu. Od 1906 roku był członkiem Francuskiej Akademii Medycyny. Rok później zajął się badaniami nad niedokrwistością z żółtaczką oraz chorobami nerek. W 1911 został profesorem uniwersytetu w Paryżu.